# Aura Christi
 (septembre 2019).
Si vous disposez d'ouvrages ou d'articles de référence ou si vous connaissez des sites web de qualité traitant du thème abordé ici, merci de compléter l'article en donnant les références utiles à sa vérifiabilité et en les liant à la section « Notes et références ».
Aura Christi, née le 12 janvier 1967 à Chișinău) est une poétesse, romancière et essayiste roumaine.
Ses poèmes ont été traduits et publiés en Allemagne, France, Belgique, Italie, Suède, Russie, Bulgarie, Albanie, Taïwan, etc. Elle est membre de l'Union des écrivains de Roumanie et de l'Union des écrivains de Moldavie.

## Biographie
Elle est la fille de Sesión Potlog, un officier de l'armée de l'air né le 14 novembre 1933 dans le petit village de Zgărdești à Telenești. Il est issu d'une famille d'enseignants et de juristes, originaire de territoires qui appartenaient jadis à l'Empire austro-hongrois. Il était diplômé de la Haute école d'aviation militaire de la ville de Dvinsk.
À 28 ans, il dut abandonner de manière prématurée sa carrière militaire à la suite d'un accident dramatique qui le laissa invalide.
La mère de l'écrivaine, née à Karaman le 24 mai 1945, vient d'une riche famille du nord de la Moldavie. Après l'instauration du régime communiste sa famille paternelle a été expropriée par l'État.
Aura Christi est licenciée par l'Institut théorique roumano-français Gh. Asachi de Chișinău (1984) et par la Faculté de journalisme de l'université d'État (1990).
Elle fait ses débuts en tant qu'écrivaine avec l'apparition de son premier roman La Jeunesse de Moldavie.
En 1993 elle obtient la nationalité roumaine et s'installe à Bucarest. Elle quitte Bucarest pour Mogoșoaia en 2009.
Ses poèmes ont été traduits en plusieurs langues dont le français l'allemand, l'anglais, le turc et le russe.
L'exil demeure le thème récurrent dans son œuvre. Elle dresse souvent le portrait de personnages dont le destin est soumis à l'occupation politique.
Aura Christi est invitée pour des conférences, congrès et festivals dans le monde entier (Chine, Grèce, Israël, Italie, fédération de Russie, Moldavie, , etc.).
Elle est rédactrice en chef de la revue Contemporanul.

## Œuvre
Poésie
- 1993 : De partea cealaltă a umbrei
- 1995 : Împotriva Mea
- 1996 : Ceremonia Orbirii
- 1996 : Valea Regilor
- 1997 : Nu mă atinge, antologie
- 1999 : Ultimul zid
- 2002 : Elegii Nordice
- 2003 : Cartea ademenirii, antologie
- 2004 : Ochiul devorator, antologie
- 2010 : Grădini austere (il comprend un CD avec lecture de poèmes par l'auteur)
- 2011 : Sfera frigului
- 2013 : Tragicul visător, antologie
- 2016 : Orbita zeului
- 2016 : Psalmi, anthologie,
- 2017 : Geniul inimii

Essais
- 1998 : Fragmente de ființă
- 2000, 2005 : Labirintul exilului
- 2005 : Celălalt versant
- 2007 : Religia viului[1]
- 2007 : Trei mii de semne
- 2007 : Exerciții de destin
- 2010 : Foamea de a fi
- 2011 : Nietzsche și Marea Amiază
- 2013 : Dostoievski - Nietzsche. Elogiul suferinței
- 2016 : Acasă – în exil
- 2017 : Din infern, cu dragoste

Romans
- Tetralogie Vulturi de noapte :
  - 2001, 2004 : Sculptorul, vol. I
  - 2004, 2016 : Noaptea străinului, vol. II
  - 2006 : Marile jocuri, vol. III
  - 2007 : Zăpada mieilor, vol. IV
- 2008 : Casa din întuneric
- 2010 : Cercul sălbatic

Albums de photographes commentés
- 2010 : Europa acasă
- 2010 : Planeta Israel
- 2011 : Uriașul Gorduz

Livres de dialogues
- 2006 : Banchetul de litere, diálogos con Ana Blandiana, Nicolae Breban, Augustin Buzura, Ion Ianoși, Gabriela Melinescu, Irina Petraș, Dumitru Radu Popa, Alex Ștefănescu, Ion Vianu

Éditions
- 2001 : Romanul Românesc în Colocvii
- 2004 : Breban 70
- 2011 : Șocul crizei
- 2011 : Sub semnul Ideii Europene

Ebooks
En 2013, la maison d'édition Ideea Europeană a lancé la série de l'auteur Aura Christi en 15 volumes en ebook, dont 11 ont paru jusqu'ici :
- 2013 : Tragicul visător, poèmes, anthologie
- 2013 : Dostoïevski - Nietzsche, Elogiul suferinţei, essai
- 2013 : Mitul viului, essai
- 2013 : Cercul sălbatic, roman, deuxième édition
- 2013 : Casa din întuneric, roman, deuxième édition
- 2014 : Trei mii de semne, journal de l'écrivain
- 2014 : Coasta lui Apollo, journal de l'écrivain
- 2014 : Acasă - în exil, polémique
- 2015 : Noaptea străinului, roman, deuxième édition
- 2015 : Sculptorul, roman, troisième édition
- 2016 : Orbita zeului

## Prix littéraires
- Prix de la poésie du Ministère de la Culture, 1993
- Prix de la poésie de l'Académie roumaine, 1996
- Prix de poésie de l'Union des écrivains et Maison d'édition Vinea, 1997
- Prix de rédaction de l'Union des écrivains de Moldova, 1998
- Prix de poésie Ion Şiugariu, 1999
- Prix novateur du magazine Tomis et de la Filial Dobruja et de l'Union des écrivains, El esculto, 2001
- Prix de poésie du magazine Antares, 2003
- Nouveau prix du magazine Conversaciones literarias, La noche del extranjero, 2004
- Prix Auteur par an, décerné par l'Association des publications littéraires et d'édition de Roumanie, 2007
- Prix du roman du magazine Poesis, La Maison des ténèbres, 2008
- Prix Obra Omnia de Poesía, au festival roumano-canadien Roland Gasparic, 2009
- Prix Opera Omnia de l'Université anglaise des sciences et des arts Gheorghe Cristea et du Centre de recherche Communic @ rts, 2014
- Prix Festival international de poésie Nichita Stănescu, dans son édition XXIX.ª[Quoi ?], décerné par le Musée départemental d'histoire et d'archéologie de Prahova, 2017
- Personnalité de l'année 2017 et la médaille d'anniversaire d'Israël 70" reconnaissances de l'Association israélienne des écrivains de langue roumaine et du Centre culturel israélo-roumain, 2018.